# Gică Coadă
Gică Coadă (n. 15 noiembrie 1961, Tulcea, Dobrogea) este un interpret de muzică aromână.
S-a născut la 15 noiembrie 1961 în comuna Beidaud, Județul Tulcea, din părinții aromâni, Dumitru și Tana Coadă. Este al       
doilea copil al familiei, alǎturi de cele douắ surori Zoița și Țuca. S-a căsătorit în anul 1991 cu Mirela Cocea, cu care are doi copii: Tania-Cătălina și Dimitrie.
Stabilindu-se la București în anul 1973, după 3 ani debutează ca solist vocal de muzică  aromână. 
Formația în care s-a făcut cunoscut  s-a numit "Grailu Armânesc" (în traducere, "Vocea aromânească").  
Mai apoi, până la începutul anilor '90 a făcut parte din formația "Gramoste".
Participă la spectacole, nunți și ceremonii aromânești din România și din afara granițelor țării. Primul său turneu de concerte în afara României are loc  în anul 1987, în URSS, la Moscova și Leningrad. Din luna mai a anului 1990 continuă să cânte și pentru publicul 
român și aromân  de pretutindeni  - în (Statele Unite ale Americii - la New York, Los Angeles etc. în Spania, Italia, Grecia, Germania, Republica Macedonia).
Consacrat ca solist vocal, are și aptitudini pentru  instrumentele muzicale, printre care armonica și ghitara.
Presa din România îl numește și "Cântarețul preferat al lui Gheorghe Hagi" .